# İzzet Türkyılmaz
İzzet Türkyılmaz (* 20. Mai 1990 in Ayvalık, Balıkesir) ist ein türkischer Basketballspieler.
Im NBA-Draft 2012 wurde er an 50. Stelle von den Denver Nuggets ausgewählt. Für diese spielte er in der Summer League 2012, bevor er nach Europa zurückwechselte. Türkyılmaz war bei der Basketball-Europameisterschaft 2011 Mitglied der türkischen Basketballnationalmannschaft.